# Watch Dogs (серія відеоігор)
Watch Dogs — серія відеоігор, що створюються і розробляються компанією Ubisoft. Перша гра в серії була випущена 27 травня 2014 року на різних платформах (PC, PlayStation 3, PlayStation 4, Xbox 360, Xbox One і Wii U). У 2016 році з'явилась і друга частина — Watch Dogs 2. Гра виконана в жанрах пригодницького бойовика та стелс. Гравцю потрібно керувати персонажами-хакерами, які мають здібності зламувати електронні прилади.

## Загальний огляд
Ігри серії пропонують гравцю стати хакером-борцем з владою, яка за допомогою технологій втручається в життя громадян. Головні елементи ігрового процесу складаються зі злому та спостереження. Можна використовувати сигнали мобільних телефонів як спосіб для відволікання уваги. Також можна прослуховувати телефонні розмови для отримання інформації про свою ціль, керувати світлофорами, викликаючи автомобільну аварію для перехоплення.

## Історія

### Watch Dogs
Улітку 2012 року компанія Ubisoft анонсувала першу частину цієї серії ігор — Watch Dogs. Розробником була канадська студія Ubisoft Montreal. Реліз відбувся 27 травня 2014.
Сюжетна лінія Watch_Dogs побудована на базі концепції інформаційної війни, дані стали взаємопов'язані, у світі збільшується використання технологій. Події гри розгортаються в альтернативній версії реальності міста Чикаго (штат Іллінойс), який є одним з багатьох міст із суперкомп'ютером «CtOS». Система контролює практично кожну частину міста, а також містить інформацію про всіх його жителів і заходах, які можуть бути використані для різних цілей. У всесвіті гри, аварія в енергосистемі в США й Канаді (2003), була викликана хакерами для спонукання розвитку. Головний персонаж гри — Айден Пірс — висококваліфікований хакер, окреслений як людина, що використовує «як кулаки, так й інтелект». У демоверсії ігрового процесу на виставці E3 було показано, як Айден використовує здатності вимкнення зв'язку, телефонів і керування світлофорами, тим самим полегшуючи своє завдання вбити медіа-магната Джозефа Демарко, неправомірно виправданого за звинуваченням у вбивстві.
Головні елементи ігрового процесу Watch Dogs, складаються зі злому та спостереження. Протагоніст гри, Айден Пірс (озвучений Ноамом Дженкінсом), може використовувати будь-який пристрій, пов'язаний з центральною операційною системою міста (CtOS), як зброю супроти нього. Під час показу демоверсії ігрового процесу, Айден, аби потрапити на платну художню виставку, для відволікання уваги викликає перешкоди в сиґналах мобільних телефонів, а також прослуховує телефонні розмови для отримання інформації про свою ціль, також керує світлофорами, викликаючи автомобільну аварію для перехоплення цілі. Також гравець може отримати доступ до інформації з CtOS на NPC, з якими він стикається, включаючи інформацію про демографію, здоров'я, а також імовірність насильства.

### Watch Dogs 2
У 2016 році вийшла друга частина серії. Про початок робіт над Watch Dogs 2 було відомо майже відразу після релізу першої гри. Ігровий процес було покращено місцями, без глобальної різниці.
Головний герой гри, хакер родом з Окленда, штат Каліфорнія, на ім'я Маркус Голловей переїздить в Сан-Франциско, в серці Кремнієвої Долини. Талановитий молодий афроамериканець, який об'єднується з хакерською групою DedSec в Області затоки Сан-Франциско, щоб протистояти корумпованій системі, жертвою якої сам колись став. Поворотною точкою в його житті стає помилка профілюючої системи ct_OS, що визначила в ньому особливо небезпечного злочинця, поставивши тим самим хрест на подальшому житті хлопця. Тепер Маркус присвятив своє життя боротьбі з системою. Він помітно відрізняється від Ейдена Пірса — героя першої частини серії. Він молодший та експресивніший, куди швидший в бою і має кращі навички паркуру. Як особисту зброю він використовує так званий «метеор» — саморобну зброю, більярдну кулю з просвердленим у центрі отвором для кріплення сплетених дротів і пістолет невідомої моделі, виготовлений з деталей, роздрукованих на 3D-принтері.

### Watch Dogs: Legion
У червні 2019 року на виставці «Electronic Entertainment Expo» розробники оголосили про вихід нової частини серії вже у новому році, 6 березня 2020 року. Як стало відомо, основні події відбуватимуться у недалекому майбутньому міста Лондон, Велика Британія. Де гравець зможе відігравати роль не однієї особи, а цілої спільноти людей. За словами розробників, гравець зможе завербувати до підпільної хакерської спільноти будь-кого, кого зможе зустріти, гуляючи вулицями Лондона, а потім і грати за цього персонажа.